# Wilson Jameson
(William) Wilson Jameson (12 mai 1885 - 18 octobre 1962) est un médecin écossais et le neuvième médecin-chef d'Angleterre de 1940 à 1950.

## Biographie
Jameson est né à Perth, en Écosse et fait ses études à l'université d'Aberdeen. Il déménage à Londres avant la Première Guerre mondiale et est nommé médecin hygiéniste à Finchley et St Marylebone en 1920. Il suit également une formation en droit et est admis au Barreau en 1922. Il est nommé doyen de la London School of Hygiene and Tropical Medicine  en 1931.
Il introduit beaucoup plus d'informations de santé publique qu'on n'en a vu auparavant et n'a pas peur d'aborder des sujets sensibles comme les maladies vénériennes, sujet d'une émission de la BBC en octobre 1942.
Il joue un rôle important dans la planification détaillée de l'introduction du Service national de santé où il travaille en étroite collaboration avec Aneurin Bevan. Par la suite, les services de santé deviennent l'axe principal du travail du médecin-chef, plutôt que la santé publique .
Après sa retraite en 1950, il devient conseiller médical du King Edward's Hospital Fund de Londres.
En 1952, Jameson préside la deuxième conférence nationale britannique sur le travail social, qui se tient à Londres.